# Tolosa (Nisa)
Tolosa ist eine Kleinstadt (Vila) und Gemeinde in Portugal.

## Geschichte
Der Ort entstand im Zuge der Besiedlungspolitik zum Ende der portugiesischen Reconquista, als das junge Königreich Portugal weite Teile des Alentejo den Mauren abnahm. König Sancho I. gab das hiesige Gebiet dabei 1199 an den Templerorden. Die Templer siedelten hier vor allem Siedler aus Südfrankreich an, welche die hier entstehenden Ortschaften nach französischen Orten benannten, so auch Tolosa (nach Toulouse). Der Name der Kreisstadt Nisa (von Nizza, französisch: Nice) ist vermutlich so entstanden, ebenso Namen anderer Gemeinden des Kreises, etwa Montalvão (von Montauban) und Arez (von Arles).
Tolosa wurde im 13. Jahrhundert ein eigenständiger Kreis und erhielt 1262 eigene Stadtrechte, die 1517 von König Manuel I. erneuert wurden. Im Jahr 1836 wurde der Kreis Tolosa aufgelöst und Alpalhão angegliedert. Mit Auflösung des Kreises Alpalhão wurde Tolosa 1895 eine Gemeinde des Kreises Crato und gehört seit 1898 zu Nisa.

## Kultur und Sehenswürdigkeiten
Bekannt ist die hiesige Käsespezialität, der aus Ziegen- und Schafsmilch hergestellte, halbfeste Schnittkäse Queijo mestiço de Tolosa. Üblicherweise wird alljährlich im Mai die Feira do Queijo im Ort begangen, eine Kombination aus Produktschau der lokalen Käseproduktion und Volksfest, mit Musikdarbietungen, lokalen Spezialitäten (darunter Weinproben) und regionalem Kunsthandwerk.
Zu den Baudenkmälern der Gemeinde zählen die Brücke über den Fluss Ribeira de Sor, das zweistöckige Grundschulgebäude, und der Uhrturm, neben verschiedenen Sakralbauten. Zu nennen ist dabei die im 17. Jahrhundert von Pedro Nunes Tinoco errichtete Gemeindekirche Igreja Paroquial de Tolosa, die nach ihrer Schutzpatronin auch Igreja de Nossa Senhora da Encarnação heißt (deutsch: Kirche unserer Lieben Frau der Inkarnation).

## Verwaltung
Tolosa ist Sitz einer gleichnamigen Gemeinde (Freguesia) im Kreis (Concelho) von Nisa im Distrikt Portalegre. In ihr leben 811 Einwohner auf einer Fläche von 24 km² (Stand 19. April 2021).
Die Gemeinde besteht nur aus dem gleichnamigen Ort.